# Jacobo Stefaneschi
Jacobo Stefaneschi (en italiano, Giacomo Stefaneschi; Roma, h. 1260-Aviñón, 23 de junio de 1343) fue un hombre de Iglesia italiano de la Edad Media sobrino-nieto del papa Nicolás III y tío del cardenal Annibal de Ceccano, que fue cardenal diácono con el titulus de San Giorgio in Velabro (1295-1343). También se le llama Francesco-Giacomo Caetani Stefaneschi o Jacopo Gaetano Stefaneschi, en Italia, y Jacques Cajétan, en Francia.

## Vida
Nacido en Roma, era hijo del senador Pietro Stefaneschi y su esposa, Perna Orsini. Recibió su primera educación en Roma, y fue enviado a la Universidad de París para seguir con estudios superiores. Después de tres años recibió el grado de Maestro de Artes, y pretendía dedic arse al estudio de la filosofía y las Sagradas Escrituras, habiendo comenzado ya a enseñar en la universidad, cuando sus padres lo llamaron de vuelta a Italia para que estudiara el derecho canónico y el civil.
Fue muy estimado por el papa Celestino V, quien lo hizo canónigo de San Pedro y auditor del Tribunal de la Rota. Fue creado cardenal-diácono del título San Giorgio in Velabro el 17 de diciembre de 1295, por el papa Bonifacio VIII, quien también lo envió como legado papal a Cesena, Forlì, Faenza y Bolonia en 1296, para reprimir las revueltas civiles. 
Hacia el año 1320 tenía la suficiente importancia como para donar a la basílica de San Pedro, de la que había sido nombrado canónigo, de un nuevo retablo para el altar principal, el llamado políptico o tríptico Stefaneschi, pintado por Giotto y su taller. A Giotto le había encargado también un mosaico para el atrio y algunos frescos perdidos en la tribuna de la basílica de San Pedro, además de algunos frescos perdidos para San Giorgio in Velabro.
El papa Juan XXII lo nombró protector de los franciscanos el 23 de julio de 1334. Nunca fue ordenado sacerdote.
Murió en Aviñón, su cuerpo fue llevado a Roma y fue enterrado en la capilla de los Santos Lorenzo y Jorge en la Antigua Basílica de San Pedro.

## Obras
Stefaneschi cultivó varios intereses por la liturgia y por la literatura, componiendo diversas obras en latín tanto en prosa como en verso, que hizo copiar y miniar. Es conocido sobre todo como el autor de Opus Metricum, una vida de Celestino V compuesta en hexámetro dactílico. Resumiendo a partir de una corta autobiografía dejada en su celda por Celestino cuando se convirtió en Papa, el Opus Metricum es la biografía más temprana de este pontífice-eremita. Está compuesto en tres partes, cada una de ellas completa por sí misma y escrita en una época diferente. En 1319 el autor unió estos tres poemas separados en una sola obra y lo envió, con una epístola dedicatoria, al prior y los monjes de San Spirito en Sulmona, la casa madre de los Celestinos. La primera parte contiene en tres libros un relato de la elección, reinado y abdicación de Celestino. Fue escrita antes de que Stefaneschi se convirtiera en cardenal. La segunda parte describe, en dos libros, la elección y coronación de Bonifacio VIII, y fue escrita cinco años más tarde, cuando Stefaneschi ya era cardenal. La tercera parte está formada por tres libros, y describe la vida de Celestino después de que abdicara, su canonización y sus milagros. El poema está precedido por una introducción en prosa, que contiene datos valiosos de la vida del autor y una sinopsis de toda la obra. Aunque de gran valor histórico, el poema carece de toda excelencia literaria, y a veces es incluso extremadamente torpe y bárbara. Fue editado por vez primera por Daniel Papebroch, Acta Sanctorum, IV, Mayo, 436-483.
Las otras obras de Stefaneschi son: Liber de Centesimo sive Jubileo, editado por Quattrocchi en "Bessarione" (1900), un relato interesante, e históricamente importante, del primer Jubileo romano, que se celebró en 1300; Liber ceremoniarum Curiæ Romanæ, un libro de ceremonias a observar por la corte romana; Vita S. Georgii Martyris, una eulogía de San Jorge el patrón de la iglesia titular de Stefaneschi; y la "Historia de miraculo Mariæ facto Avinione", una corta narración de cómo un joven, que había sido condenado a muerte en Aviñón, fue liberado milagrosamente por la Virgen María.